# Evangelisch-Reformierte Landeskirche Uri

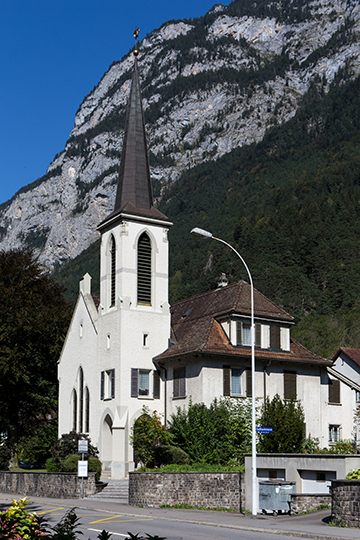
Evangelisch-reformierte Kirche in Erstfeld

Die Evangelisch-Reformierte Landeskirche Uri umfasst die evangelisch-reformierten Kirchenglieder auf dem Territorium des Kantons Uri und ist als Landeskirche eine Körperschaft des öffentlichen Rechts.

## Geschichte
Bis Ende 2002 war die Urner Kirche Mitglied des Evangelisch-reformierten Kirchenverbandes der Zentralschweiz. Dieser löste sich zum 1. Januar 2003 auf. Die neu entstandenen selbständigen reformierten Kantonalkirchen wurden Mitglieder des Schweizerischen Evangelischen Kirchenbunds.

### Ursprünge
Die Präsenz von Protestanten im seit der Gegenreformation vollständig rekatholisierten Uri ist eng verbunden mit dem Bau der Gotthardbahn 1882. Dieser führte zum Zuzug zahlreicher reformierter Familien von Arbeitern und Ingenieuren, die sich auch konfessionell in der Diaspora zu organisieren begannen und dabei von den Protestantisch-Kirchlichen Hilfsvereinen insbesondere des Kantons Zürich unterstützt wurden.

## Organisation
Das gegenwärtig geltende Organisationsstatut wurde an der Frühjahrsversammlung der Landeskirche am 19. Mai 2014 beschlossen. Danach bildet die Urner Landeskirche eine einzige Kirchgemeinde. Vor dem Erlass des heutigen Organisationsstatus bestanden die drei Kirchgemeinden Altdorf, Erstfeld und Ursern (einschliesslich Göschenens; mit Kirche in Andermatt).
Der Kirchenrat als die Exekutive der Landeskirche zählt fünf bis sieben Mitglieder und wird Kurt Rohrer präsidiert (Stand 2020). Legislative sind die Kirchgemeindeversammlung und – über ihr direktdemokratisches Mitwirken – die Gesamtheit der Angehörigen der Landeskirche.